# Reprieve
Reprieve és el quinzè àlbum d’estudi de la cantant i compositora Ani DiFranco publicat al 2006.
A diferencia de l’anterior treball, Knuckle Down, només Todd Sickafoose (a més de DiFranco) està acreditat com a músic al disc. Ja havia intervingut en aquest i des d’aleshores ha aparegut a tots els discs d’estudi de DiFranco, acompanyant-la també a les gires en directe.
La gravació de l’àlbum va ser interrompuda davant l'evacuació que es va dur a terme a New Orleans per l’arribada de l'huracà Katrina, deixant enrere les gravacions mestres. Tan bon punt va poder tornar, les va recollir i va anar a la seva ciutat natal Buffalo per acabar allà l'enregistrament. La mescla la va realitzar a New Orleans un cop restablert el subministrament elèctric.
L'eucaliptus de la portada, al qual fa referència en la cançó que dona títol a l’àlbum, està inspirat en una fotografia presa a Nagasaki el 10 d’agost del 1945 per Yosuke Yamahata, just unes hores després de l'explosió de la bomba atòmica.
Per quart any consecutiu, DiFranco i Brian Grunert van rebre la nominació a Millor Presentació de Gravació als Premis Grammy del 2006.
L’àlbum va arribar a la posició 3 de la llista Independent Albums (mantenint-se un total de 8 setmanes a la llista) i a la 46 de la Billboard 200, ambdues publicades per Billboard.

## Llista de cançons
Totes les cançons foren escrites i compostes per Ani DiFranco. 
| Núm. | Títol                | Durada |
| ---- | -------------------- | ------ |
| 1.   | «Hypnotized»         | 4:11   |
| 2.   | «Subconscious»       | 3:32   |
| 3.   | «In the Margins»     | 3:13   |
| 4.   | «Nicotine»           | 4:06   |
| 5.   | «Decree»             | 3:43   |
| 6.   | «78% H2O»            | 3:30   |
| 7.   | «Millennium Theater» | 3:14   |
| 8.   | «Half-Assed»         | 3:30   |
| 9.   | «Reprieve»           | 2:45   |
| 10.  | «A Spade»            | 4:24   |
| 11.  | «Unrequited»         | 4:06   |
| 12.  | «Shroud»             | 4:48   |
| 13.  | «Reprise»            | 1:34   |

## Personal
- Ani DiFranco – veu, guitarres, teclats, bateria, efectes de so
- Todd Sickafoose – contrabaix, piano, piano Wurlitzer, harmònium, trompeta

### Producció
- Producció – Ani DiFranco
- Mescla – Ani DiFranco, Mike Napolitano
- Masterització – Brent Lambert
- Disseny – Ani DiFranco, Brian Grunert
- Fotografia – Danny Clinch

## Llistes
| Llista (2006)      | Posició |
| ------------------ | ------- |
| Independent Albums | 3       |
| Billboard 200      | 46      |

Ambdues llistes publicades per Billboard.